# Jati Rejo
Jati Rejo is een bestuurslaag in het regentschap Deli Serdang van de provincie Noord-Sumatra, Indonesië. Jati Rejo telt 1730 inwoners (volkstelling 2010).